# 유수홀딩스
유수홀딩스는 2014년 11월까지 대한민국 1위 해운업체인 한진해운의 모회사였다.

## 지배 구조
대한항공은 (구)한진해운홀딩스의 주식 16.71%를 소유하여 한진해운을 간접적으로 소유하고 있었다. 경영권이 최은영 회장 및 그의 우호지분에 밀려서 경영에 참여하기가 쉽지 않았다. 이에 2014년에는 기업구조 개편을 통해 (구)한진해운홀딩스의 한진해운 지분이 대한항공으로 넘어가 대한항공이 한진해운을 직접 소유한 최대주주가 되고, (구)한진해운홀딩스는 별개의 지주회사가 되었다.
미국 자산운용사 'Miri Capital Management LLC(미리캐피탈)이 지분 11.08%를 보유 중이다.

## 수익원
(구)한진해운홀딩스의 주요수익원은 상표권이었다. (구)한진해운홀딩스는 한진해운의 H 형태 로고와, 'HANJIN’의 해외브랜드 사용권을 소유하고 있었고 이것으로 2013년만 251억원의 매출을 올렸다. 이것은 전체 매출의 65.2%에 달한다.
그러나 2014년 6월 (구)한진해운홀딩스와 한진해운의 분할합병이 진행되면서 상표권이 한진해운 측으로 넘어가버렸다. 또한 한진해운 지분도 회사 분할로 사라지게 되었다.
현재로는 성장과 수익을 확보하기 위해 임대사업을 확대하고 있으며 요식업에도 진출을 도모하고 있다.

## 참고 문헌
- 다음 증권
- 상표권 수익 사라진 한진해운홀딩스, 음식점 진출, 머니투데이 2014.09.24
- ['한진해운+홀딩스' 소유구조 어떻게 바뀌나, 한진칼 손자회사에서 대한항공 자회사로..최은영회장 지분율 대폭 축소, 더벨 2014-03-18]